# Chrysopa bolivarensis
Chrysopa bolivarensis is een insect uit de familie van de gaasvliegen (Chrysopidae), die tot de orde netvleugeligen (Neuroptera) behoort. 
Chrysopa bolivarensis is voor het eerst wetenschappelijk beschreven door Navás in 1929.